# Дискография Black Flag
Эта статья содержит дополнительную информацию о группе Black Flag.

## Студийные альбомы
- Damaged (1981)
- My War (1984)
- Family Man (1984)
- Slip It In (1984)
- Loose Nut (1985)
- In My Head (1985)
- What The… (2013)

## Концертные альбомы
- Live '84 (1984)
- Who’s Got the 10½? (1986)

## Сборники
- Condition Red (1981)
- D.I.Y. Magazine presents «Han-O-Disc» (1981)[1]
- «Rat Music for Rat People, Vol. 1» (1982)
- Everything Went Black (1982)
- The First Four Years (1983)
- Wasted…Again (1987)

## Синглы
- «Louie Louie» (1981)

## Студийные мини-альбомы
- Nervous Breakdown (1978)
- Jealous Again (1980)
- Six Pack (1981)
- TV Party (1982)
- The Process of Weeding Out (1985)
- Minuteflag (1986)
- I Can See You (1989)

## Концертные мини-альбомы
- Annihilate This Week (1987)

## Бутлеги и другие сборники
- The Complete 1982 Demos Plus More (1996?)
- Spray Paint EP (1981)